# Federació Andorrana d'Escacs
La Federació Andorrana d'Escacs, oficialment Federació d'Escacs Vall d'Andorra o FEVA, és l'organització que promou la pràctica dels escacs a Andorra. En particular, s'encarrega del Campionat d'Escacs d'Andorra.
El 1948, es va fundar el GEVA (Grup d'Escacs Valls d'Andorra) a Escaldes-Engordany (que seguia pertanyent a la parròquia d'Andorra la Vella des de la seva independència el 1978). Aquest grup es va encarregar de buscar el reconeixement internacional fins al 7 de novembre del 1967, data oficial de la creació de la Federació d'Escacs d'Andorra.
Afiliada a la Federació Internacional d'Escacs des de 1979, la FEVA és també membre de l'Associació Francesa Internacional d'Escacs.
Han jugat representant Andorra els Grans Mestres catalans Òscar de la Riva, Josep Oms, i els Mestres Internacionals Robert Alomà, Joan Mellado, o Jordi Fluvià, entre d'altres.